# Kungsträdgården (metrostation)
Kungsträdgården is een station van de Stockholmse metro in het stadsdeel Norrmalm dat werd geopend op 30 oktober 1977. Het station ligt in een kunstmatige grot op 34 meter onder het maaiveld tussen de hoek Jakobsgatan/Jakobskyrka aan de westkant en de hoek Arsenalsgatan/Kungsträdgården aan de oostkant. Het station kent twee ingangen. De westelijke ligt op de hoek van de regeringsgatan en de Jakobsgatan, de oostelijke ligt in de Arsenalsgatan. Toen het station, als 91e van het net, op 30 oktober 1977 werd geopend was alleen de westelijke ingang gereed. De oostelijke ingang volgde, als gevolg van het Iepenconflict, pas zes jaar later in 1983. Met perrons op 29,3 meter onder zeeniveau is het het diepst gelegen metrostation van Stockholm.

## Blauwe route
In 1965 werd een uitbreidingsplan voor de Stockholmse metro gepresenteerd. In dit plan was, naast verlengingen van de groene en rode routes, een geheel nieuwe route, de blauwe, voorzien van noord-west naar zuid-oost. Net als de andere routes was er een gemeenschappelijk traject onder de binnenstad en vertakkingen daarbuiten gepland. Kungsträdgården zou hierbij het eerste station ten zuiden van T-Centralen worden waarna de lijn via Slussen zou doorlopen naar de zuidelijke splitsing bij Sofia.
Deze plannen voor de z.g. Syd-Östra banan verdwenen in de ijskast zodat Kungsträdgården vanaf de opening als kopstation fungeert aan het oostelijke einde van de blauwe route. Ten oosten van het station bevindt zich nog een 200m lang opstelspoor als eerste stuk van de nog niet gerealiseerde verlenging. In 2013 is besloten om het zuidelijke deel van de blauwe route alsnog aan te leggen. De verlenging staat gepland voor 2025.

## Flora en Fauna
In het station bevindt zich de enige bekende populatie van de Spiraaldwergtandkaak in Zweden. Deze populatie werd net voor de tijdelijke sluiting van het station in 2012 ontdekt bij een onderzoek naar het leven rond de druipsteen die zich op de wanden van het station gevormd had. Naast deze populatie werden ook mossen ontdekt die al sinds de jaren 30 van de twintigste eeuw rond Stockholm zijn gedocumenteerd.

## Decoratie
De aankleding van het station is verzorgd door kunstenaar Ulrik Samuelson. Hij had eerder een vergelijkbaar ontwerp ingediend voor Näckrosen, wat daar was verworpen. Voor Kungsträdgården liet hij zich inspireren door het paleis, heden en verleden. De vloer in het hele station bestaat uit groene, rode en witte terrazzo. Tussen de perrons staat een beeld van een oorlogsgod dat vroeger op het dak van het Riddarhuset te vinden was. Op de muren van het station bevinden zich vijftig mascaronen en een mannelijk en vrouwelijk torso die vroeger bij het Makalöspaleis stonden. Dit paleis stond vroeger tussen de Kungsträdgården en de Norrström. Rond de oostelijke toegang bevinden zich herinneringen aan het Iepenconflict dat rond de bouw van het station in 1971 werd uitgevochten. Hierna werd besloten de oostelijke ingang niet op de plaats van een groep Iepen op het plein, maar oostelijker in de Arsenalsgatan te bouwen.

## Galerij

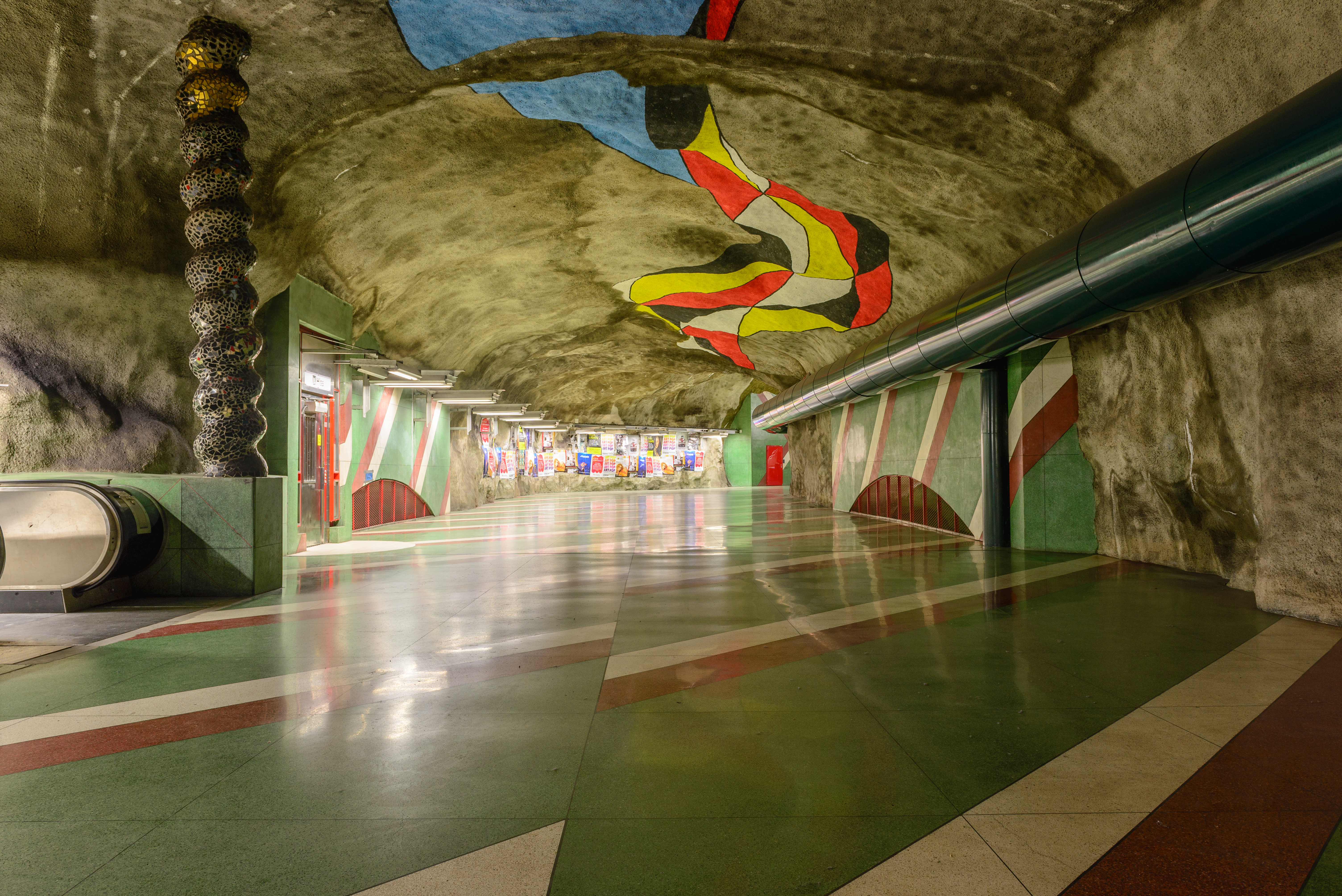
De gang naar de westelijke toegang
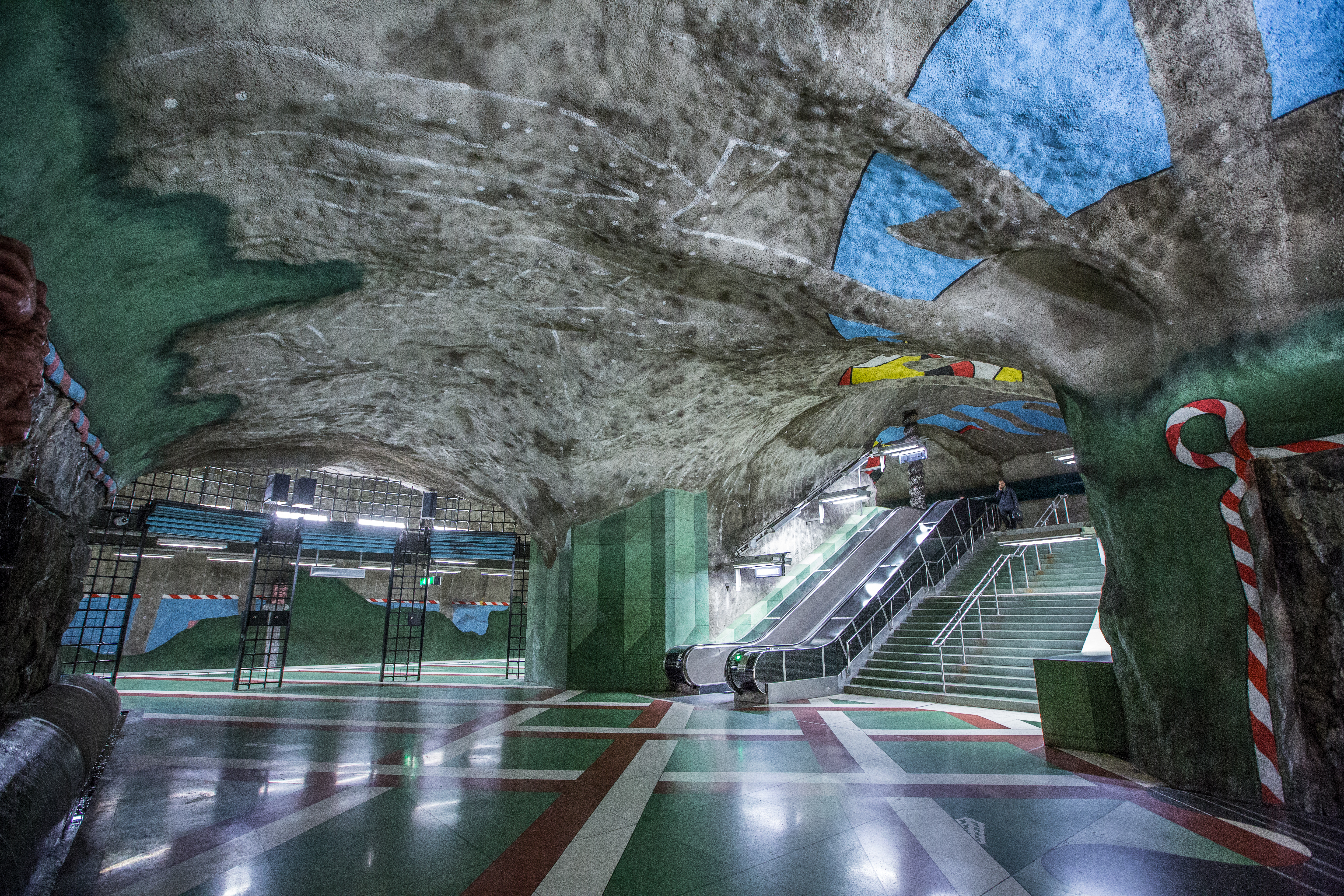
Westelijke uiteinde van het perron
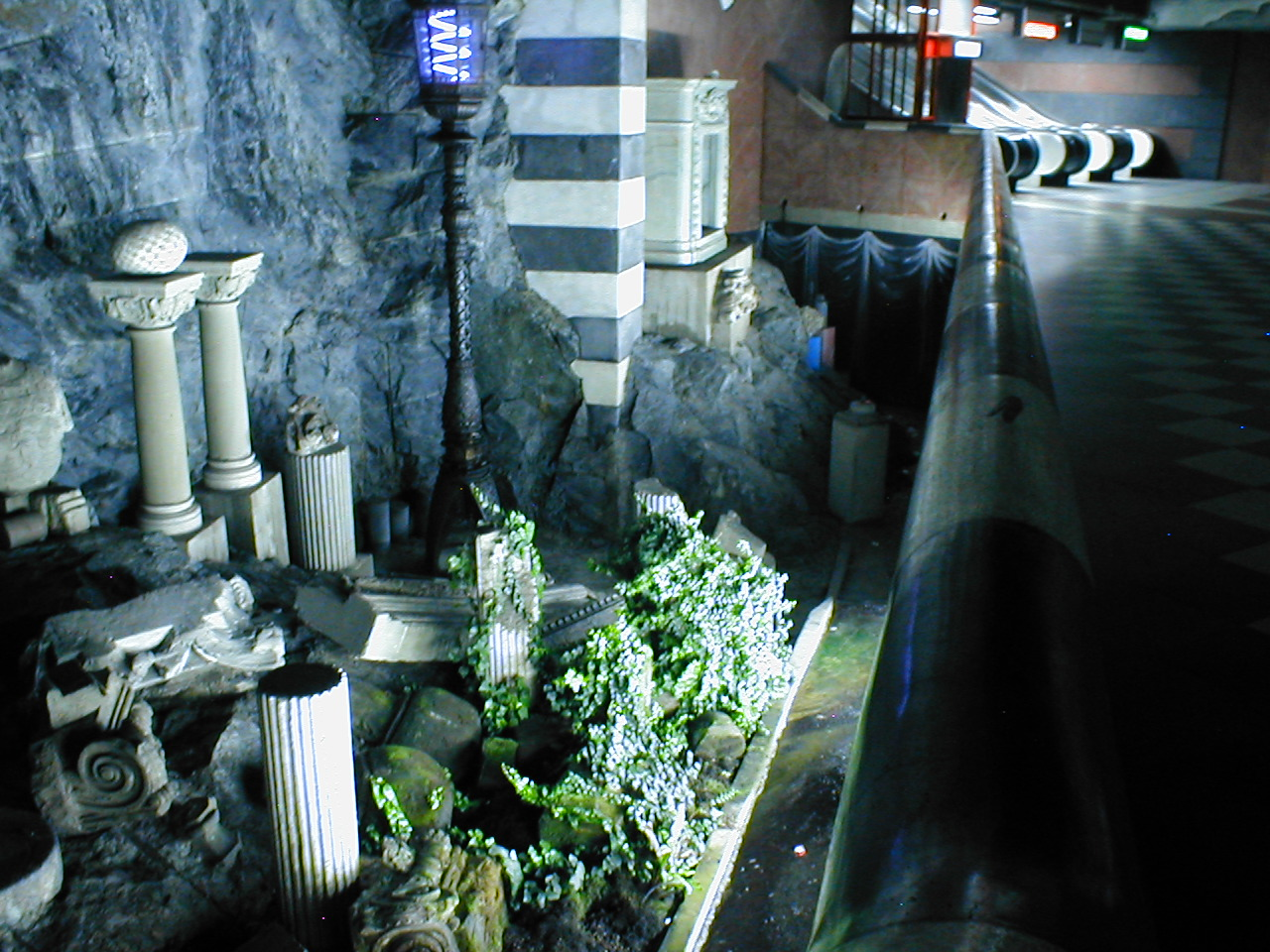
Siertuintje tussen het perron en de oostelijke roltrappen
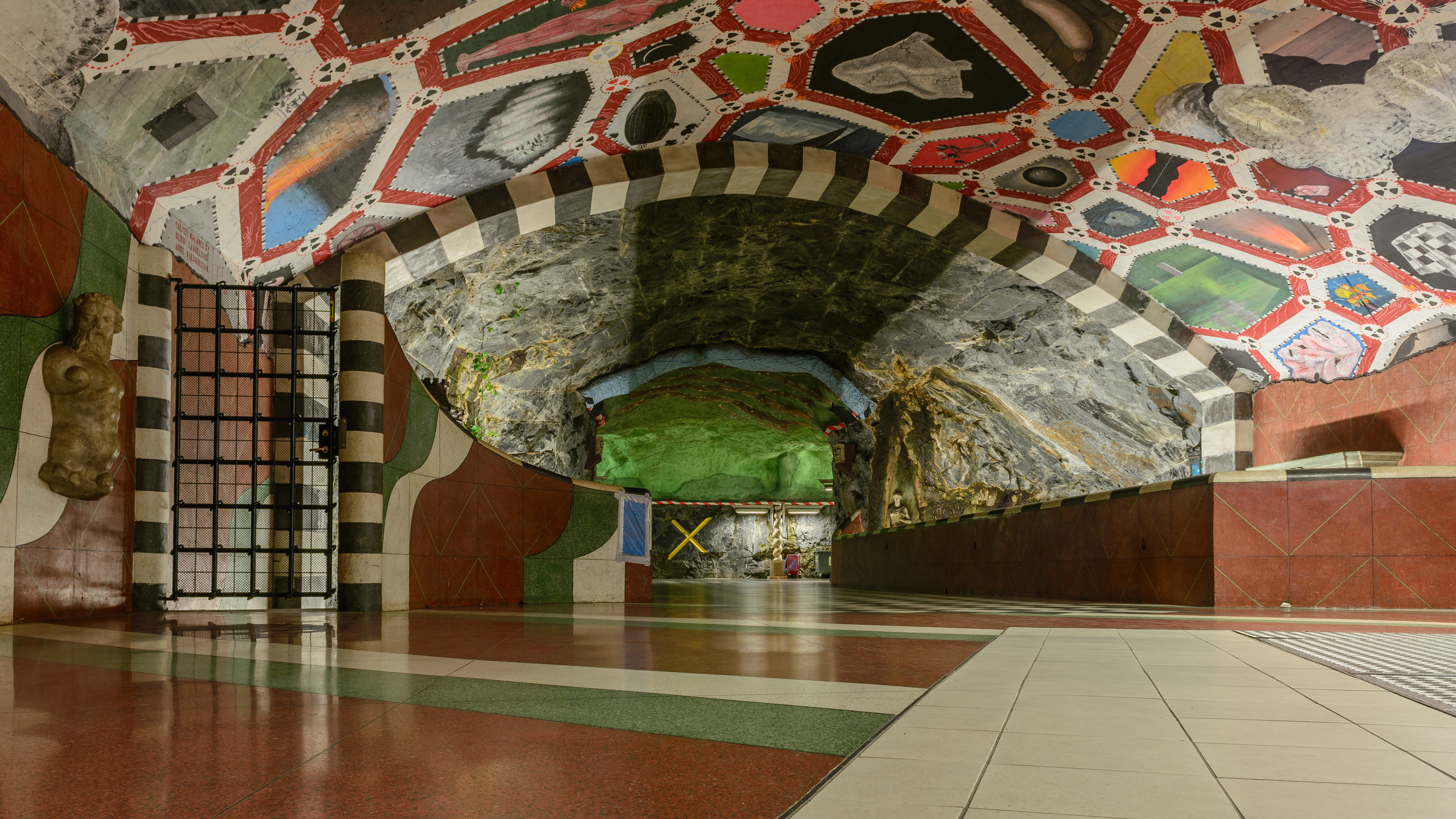
Plafonddecoratie in de oostelijke verdeelhal
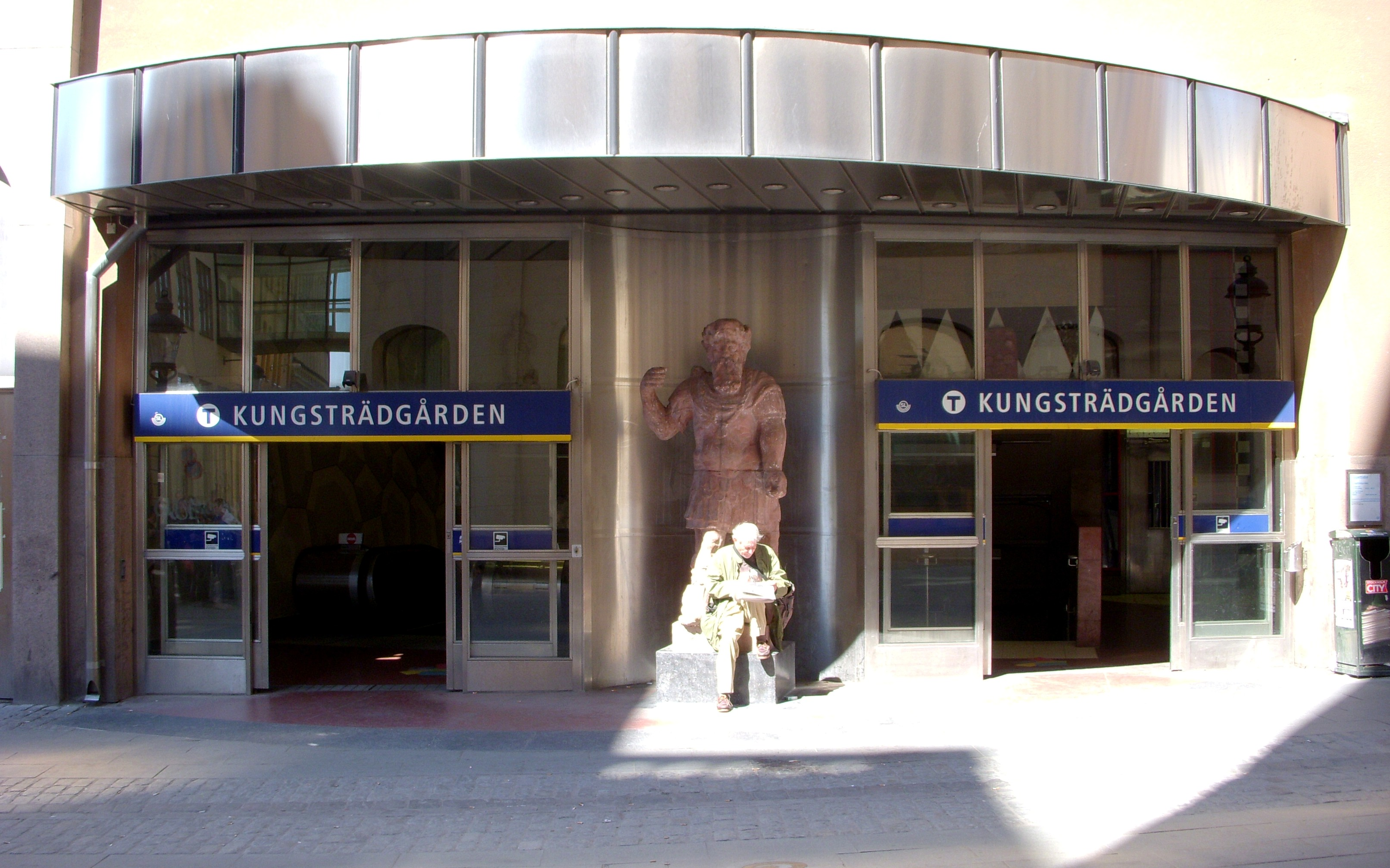
De oostelijke ingang
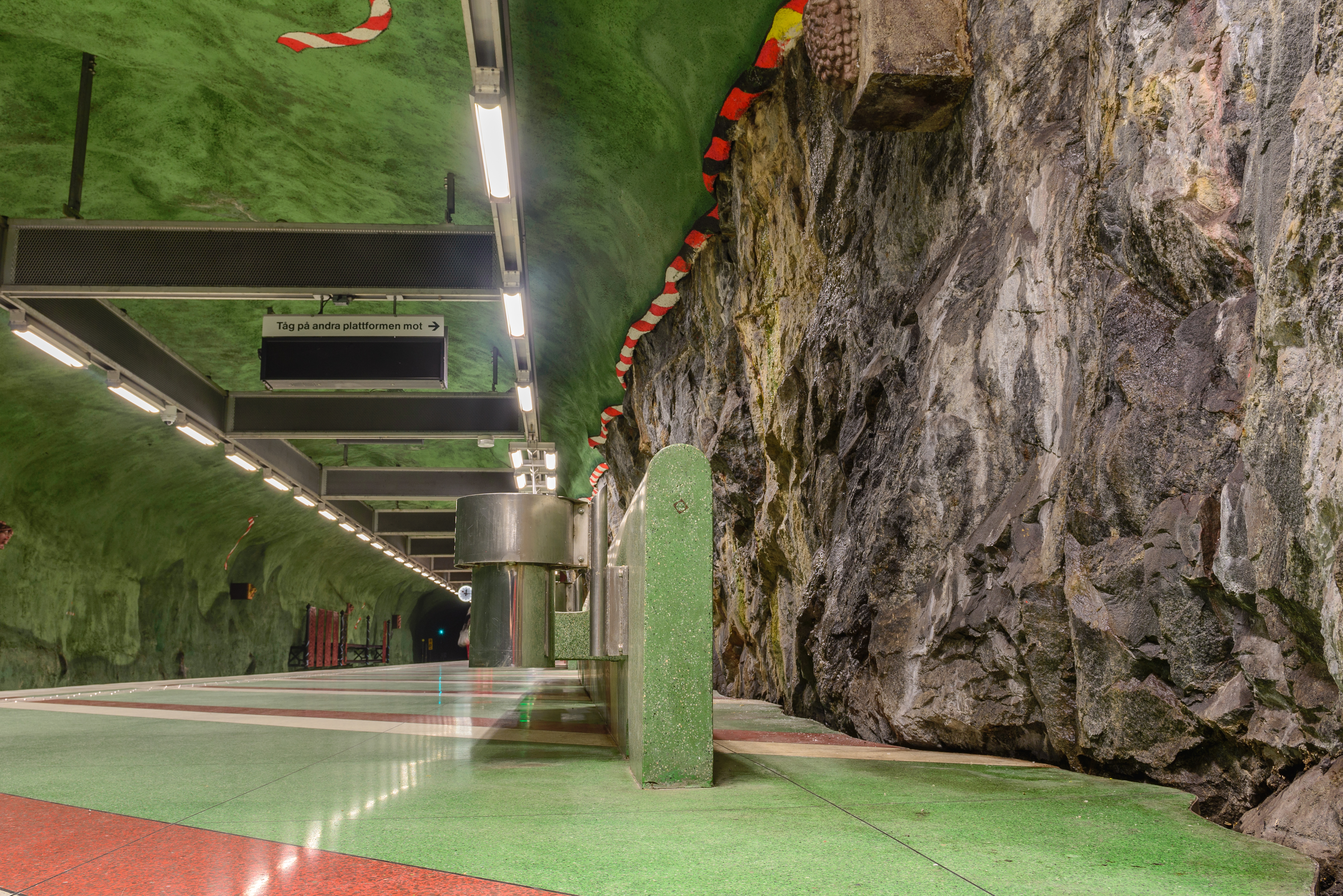
Het perron

Hjulsta ·
Tensta ·
Rinkeby · 
Rissne · 
Duvbo ·
Sundbybergs centrum · 
Solna strand · 
Huvudsta · 
Västra skogen ·
Stadshagen ·
Fridhemsplan ·
Rådhuset ·  
T-Centralen ·
Kungsträdgården · 
(Sofia) ·
(Hammarby kanal) ·  
(Sickla) ·
(Järla) ·
(Nacka centrum)
(Barkarby) ·
(Barkarbystaden)·
Akalla ·
Husby ·
Kista · 
(Kymlinge) · 
Hallonbergen · 
Näckrosen ·
Solna centrum · 
Västra skogen · 
Stadshagen ·
Fridhemsplan · 
Rådhuset ·
T-Centralen ·
Kungsträdgården · 
(Sofia) ·
(Gullmarsplan)·  
(Slakthuset) ·
(Sockenplan) ·
(Svedmyra) ·
(Stureby) ·
(Bandhagen) ·
(Högdalen) ·
(Rågsved) ·
(Hagsätra) ·
(Älvsjö)